# St. Leonhard (Roßbach)

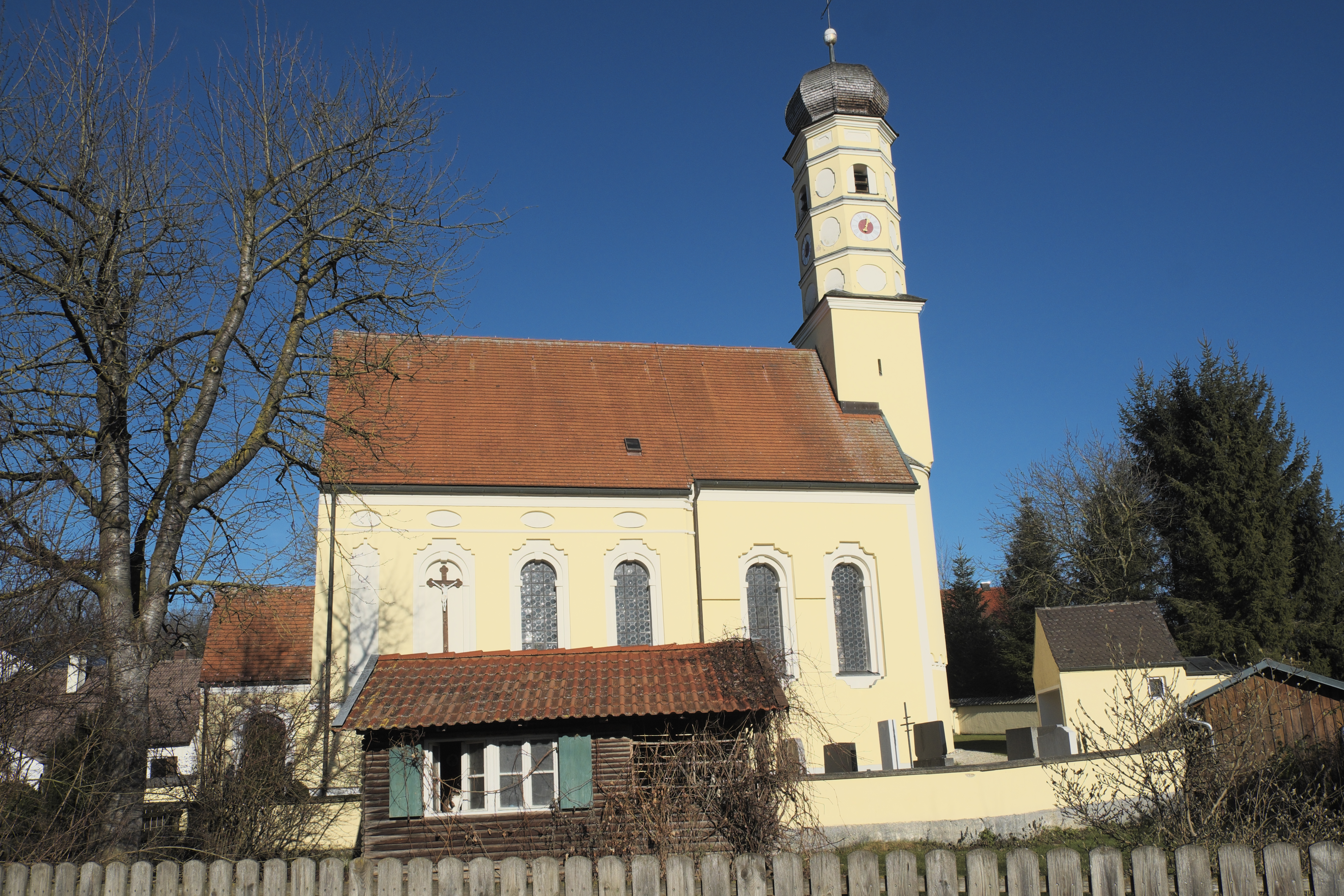
St. Leonhard in Roßbach

Die römisch-katholische Filialkirche St. Leonhard steht auf dem Friedhof von Roßbach, einem Gemeindeteil von Odelzhausen im oberbayerischen Landkreis Dachau. Sie ist in der Liste der Baudenkmäler in Odelzhausen als Baudenkmal unter der Nr. D-1-74-135-21 eingetragen. Die Kirche gehört zum Dekanat Dachau im Erzbistum München und Freising.

## Beschreibung
Die barocke Saalkirche wurde 1680 erbaut. Sie besteht aus dem Langhaus zu vier Jochen und dem eingezogenen, rechteckigen Chor im Osten. Daran schließt sich östlich die vom romanischen Vorgängerbau stammende halbrunde Apsis an, in der sich jetzt die Sakristei befindet. Der mit Bogenfries und Deutschem Band gegliederte Bauteil dient als Unterbau des um 1680 errichteten Kirchturms, dessen achteckige, mit einer Zwiebelhaube bedeckte Obergeschosse den Glockenstuhl mit zwei Glocken und die Turmuhr enthalten. Ein Vorbau im Westen des Langhauses führt zum Portal.
Der Innenraum des Langhauses ist mit einer Flachdecke überspannt, der des Chors mit einem Tonnengewölbe.

## Orgel
Die pneumatische Kegelladen-Orgel mit sechs Registern auf einem Manual und Pedal mit einem Neurenaissance-Prospekt wurde um 1912 von Behler & Waldenmaier erbaut. Die Disposition lautet:
| Manual C–f3 |    |
| Gamba       | 8′ |
| Principal   | 8′ |
| Salicional  | 8′ |
| Gedackt     | 8′ |
| Octav       | 4′ |

| Pedal C–d1 |     |
| Subbaß     | 16′ |

- Koppeln: M/P, Superoktavkoppel
- Spielhilfen: Tutti